# Eberhard Dall’Asta

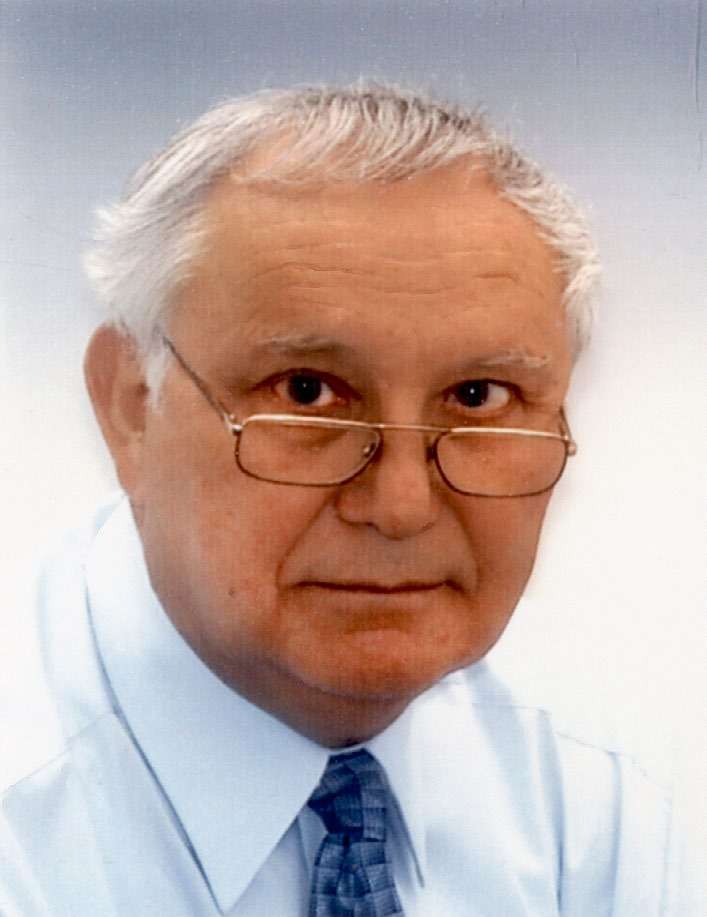
Eberhard R. Dall’Asta

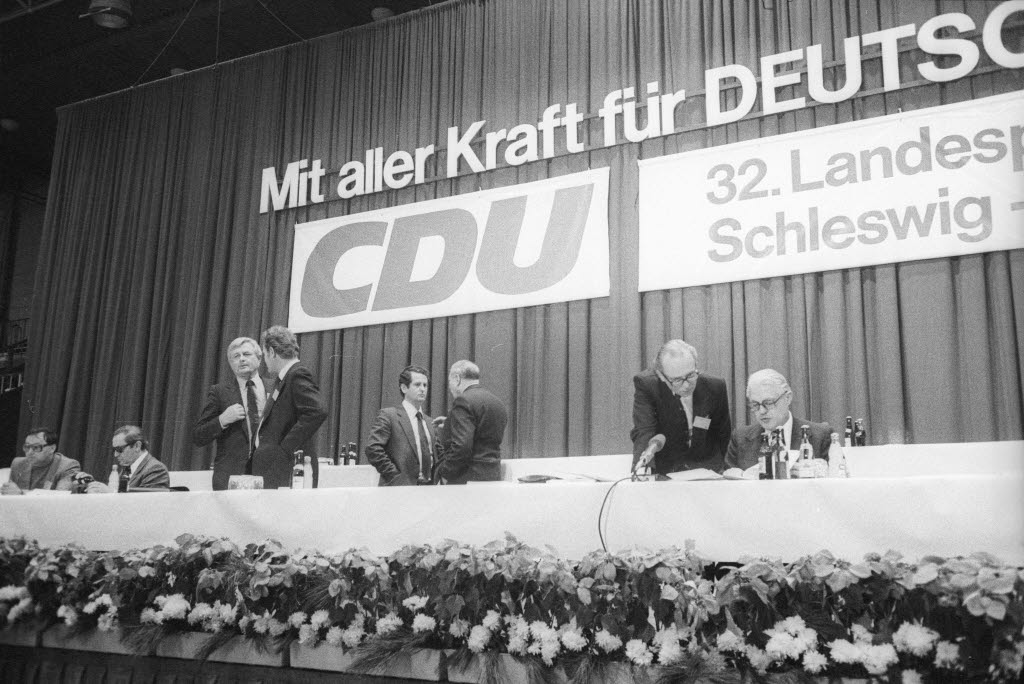
Eberhard Dall’Asta beim CDU-Parteitag (1979, ganz links)

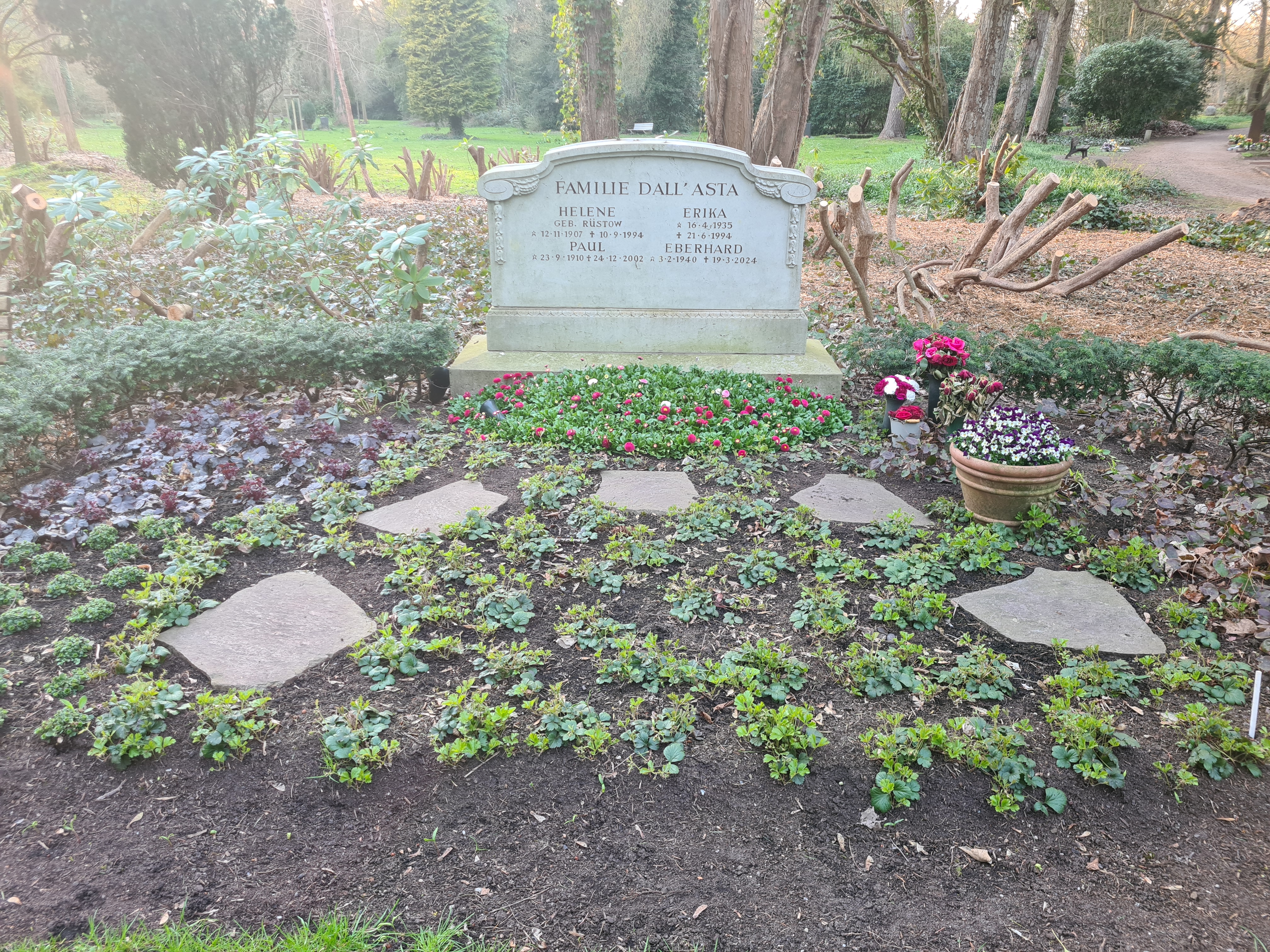
Das Grab von Eberhard Dall'Asta auf dem Parkfriedhof Eichhof

Eberhard Dall’Asta (* 3. Februar 1940 in Berlin; † 19. März 2024 in Kiel) war ein deutscher Politiker (CDU) und Hochschullehrer. Er war von 1987 bis 2000 Erster Vizepräsident des Landtages von Schleswig-Holstein.

## Leben
Nach dem Abitur in Kiel absolvierte Dall’Asta ein Studium der Volkswirtschaftslehre, das er 1965 als Diplom-Volkswirt beendete. Anschließend war er als wissenschaftlicher Assistent am Seminar für Statistik und Ökonometrie und am Seminar für Wirtschaftspolitik und Wettbewerb der Christian-Albrechts-Universität Kiel tätig. 1969 wurde er dort zum Dr. sc. pol. mit der Arbeit Ansatzpunkte für eine realistische Lohntheorie promoviert. Danach arbeitete er als Dozent an der Pädagogischen Hochschule in Kiel, von 1971 bis 1994 als Professor. Ab 1994 war Dall'Asta Direktor und Professor im Bereich Wirtschaft/Politik und ihre Didaktik an der Universität Kiel. Von 1992 bis 2002 war er Vorsitzender der Verbraucherzentrale Schleswig-Holstein und später deren stellvertretender Vorsitzender. Er war stellvertretender Vorsitzender des Stiftungsrates der Bürgerstiftung Schleswig-Holsteinische Gedenkstätten, Mitglied des Beirats des Offenen Kanals Schleswig-Holstein und Mitglied des NDR-Rundfunkrats.
Eberhard Dall’Asta war verheiratet und Vater zweier Kinder. Er starb am 19. März 2024 im Alter von 84 Jahren.

## Partei
Dall’Asta gehörte zu den Mitbegründern der Christlich-Demokratischen Arbeitnehmerschaft (CDA) in Schleswig-Holstein und war dort von 1974 bis 1992 auch deren Landesvorsitzender. Ab 1975 gehörte er dem CDU-Landesvorstand an. Von 1981 bis 1997 war Dall'Asta stellvertretender Landesvorsitzender der CDU in Schleswig-Holstein.

## Abgeordneter
Von 1979 bis 2000 war Dall’Asta Mitglied des Landtages von Schleswig-Holstein. Dort gehörte er von 1985 bis 1987 als Beisitzer dem Vorstand der CDU-Landtagsfraktion an und war von 1987 bis 1988 Vorsitzender des Sozialausschusses. Am 2. Oktober 1987 wurde er zum Ersten Landtagsvizepräsidenten gewählt.
Eberhard Dall’Asta zog stets über die Landesliste in den Landtag ein.

## Auszeichnungen
Das Bundesverdienstkreuz 1. Klasse erhielt Dall’Asta im Jahr 2000 aus Anlass seines Ausscheidens aus dem Landtag Schleswig-Holsteins. Durch das breite Spektrum seiner vielfältigen ehrenamtlichen und seiner herausgehobenen parlamentarischen Arbeit habe er sich besondere Verdienste um das Gemeinwohl erworben, wurde die Auszeichnung begründet.
2010 zeichnete Ministerpräsident Peter Harry Carstensen Dall’Asta mit dem Verdienstorden des Landes Schleswig-Holstein aus. Er würdigte den mehr als 40-jährigen Einsatz für das Land. Seine Kenntnisse aus Wissenschaft und Lehre sowie seine Vernetzung mit Verbänden, Verwaltungen und der Politik habe Dall’Asta in zahlreiche Ehrenämter eingebracht.

## Schriften
- Wirtschaftliches Wachstum, Preisstabilität und Globalsteuerung. In: Wirtschaftsdienst. Bd. 50 (1970), S. 555–561.
- Theorie der Lohnpolitik. Duncker & Humblot, Berlin 1971, ISBN 3-428-02395-1.
- (zus. mit Bodo Scharf): Perspektiven der Sozialpolitik. Eine Streitschrift (= Schriftenreihe der Akademie Sankelmark, N.F., Bd. 44). Akademie Sankelmark 1978, ISBN 3-88417-037-6.